# Seconda guerra cecena
La seconda guerra cecena fu un conflitto armato combattuto tra il 1999 e il 2009 in territorio ceceno dall'esercito della Federazione Russa, per riottenere il controllo dei territori conquistati dai separatisti ceceni.
Il conflitto ha avuto inizio con una invasione in territorio russo, in particolare nella repubblica del Caucaso settentrionale del Daghestan, da parte dei gruppi delle Brigate Internazionali Islamiche (miliziani non inquadrati nell'esercito nazionale ceceno), e come rappresaglia da parte russa degli attentati terroristici avvenuti nelle città russe di Bujnaksk, Mosca e Volgodonsk, dei quali il governo russo accusò i ribelli ceceni. I risultati ribaltarono completamente l'esito della prima guerra cecena, nella quale la maggioranza del territorio ceceno divenne parte dell'autoproclamatasi Repubblica cecena di Ichkeria. Nonostante il conflitto sia considerato a livello internazionale come una lotta intestina all'interno della Federazione Russa, esso ha attirato numerose bande di guerriglieri appartenenti alla Jihād islamica, che combatterono al fianco dei separatisti ceceni. All'inizio della campagna le forze militari russe ed i gruppi paramilitari dei lealisti ceceni hanno affrontato i separatisti ceceni e, dopo un lungo assedio durante l'inverno del 1999, sono riusciti a riconquistare la capitale Grozny.
Nel maggio del 2000 le truppe della Federazione Russa hanno ristabilito il controllo sul territorio ceceno dopo un'imponente campagna su vasta scala, scatenando tuttavia l'insorgere di focolai di guerriglia nella regione del Caucaso settentrionale, provocando gravi perdite fra le truppe russe e sfidando il processo di ripristino dell'autorità russa sul territorio ceceno. Purtroppo l'acuirsi e l'inasprirsi di questo conflitto ha comportato il mancato rispetto dei diritti umani da entrambe le parti, con la conseguente condanna della comunità internazionale. Nonostante l'esercito della Federazione Russa ed i suoi alleati lealisti ceceni abbiano notevolmente indebolito la presenza dei ribelli, tuttavia questi ultimi nella regione del Caucaso settentrionale hanno sostituito al conflitto aperto la tattica della guerriglia e del terrorismo, spingendosi anche nelle regioni circostanti. L'esatta stima delle perdite di questa guerra è tuttora sconosciuta, anche se fonti non ufficiali contano un numero di circa 25 000 - 50 000 vittime tra morti, feriti e dispersi, molti dei quali tra i civili.
Il 16 aprile 2009 (alcune fonti riportano il 18 aprile) le operazioni contro il terrorismo in Cecenia sono state dichiarate ufficialmente concluse.

## Il contesto in Cecenia dopo la guerra

### La fine della prima guerra cecena
A seguito della dissoluzione dell'Unione Sovietica nel 1991 la popolazione cecena dichiarò la propria indipendenza e nel 1992 i leader politici di Cecenia ed Inguscezia firmarono un accordo in virtù del quale la Repubblica Socialista Sovietica Autonoma di Cecenia-Inguscezia si sarebbe divisa in due territori, quello dell'Inguscezia che venne incorporato nella neonata Federazione russa e la Cecenia dichiaratasi indipendente. Tuttavia sorse un acceso dibattito all'interno delle forze politiche cecene, divise tra lealisti e separatisti, guidati dal nazionalista Džochar Dudaev, che portò ad una vera e propria guerra civile ed alla fuga in massa di migliaia di persone di origine etnica non-cecena. Nel 1994 scoppiò la prima guerra cecena con l'occupazione da parte delle truppe russe del territorio ceceno per ristabilire l'ordine costituito. Seguirono due anni di combattimenti e di massacri che portarono alla morte di circa 100 000 persone, e che si conclusero con l'accordo per il cessate il fuoco a Khasavyurt nel 1996, che prevedeva il ritiro delle truppe russe dal territorio ceceno.

### I tumulti interni
Dopo la fine della prima guerra cecena il controllo politico e militare dei separatisti ceceni sulla Cecenia era ancora molto debole, soprattutto fuori della capitale in rovina, Groznyj. Il resto della regione, infatti, tornò nelle mani dei capiclan rissosi che per secoli avevano governato queste terre, in coerenza alla struttura tribale dei popoli nord - caucasici. A questi si aggiunsero (e in molti casi si sovrapposero) bande paramilitari di banditi o di estremisti islamici, che acuirono la situazione di estrema confusione ed anarchia. Sorsero così diversi signori della guerra, come Arbi Barayev e Salman Raduyev che si opposero apertamente con i loro gruppi armati all'autorità del governo centrale. Durante i tre anni di governo degli autonomisti ceceni le bande armate fecero del rapimento e della razzia la loro attività principale, guadagnando una cifra stimabile intorno ai 200 milioni di dollari, con una stima di circa 1 300 persone rapite tra il 1996 e il 1999. Per fronteggiare questa situazione le autorità di Groznyj dichiararono lo stato di emergenza e cercarono di eliminare i focolai più virulenti tramite le incursioni della Guardia Nazionale Cecena.

### I rapporti con la Federazione Russa
Nel 1997 venne eletto presidente della Cecenia indipendente il nazionalista Aslan Maschadov, che riuscì a sopravvivere a ben due attentati nel 1998 e nel 1999, che il neo-presidente attribuì ai servizi segreti russi. Nel marzo del 1999, il generale Gennady Shpigun, rappresentante del Ministero dell'interno russo in Cecenia, venne rapito all'aeroporto di Groznyj e trovato morto nel 2000 nel bel mezzo del conflitto ormai scoppiato.
Alla base della tensione fra la superpotenza russa e la piccola repubblica caucasica c'erano innanzitutto ragioni storiche: la Russia controllava il Caucaso del nord dal Settecento, aveva costruito buona parte delle città (compresa Groznyj, nata come fortezza zarista) e della rete infrastrutturale, aveva colonizzato parte della regione ed aveva speso ingenti risorse economiche e umane nella sua stabilizzazione. Altro punto critico fondamentale era la rovinosa sconfitta subita dai russi pochi anni prima. Ultima causa (ma non meno importante) era la turbolenza della regione, presso la quale il fondamentalismo islamico reclutava non soltanto miliziani, ma anche valenti comandanti, come Šamil' Basaev. Prova del radicamento di una forma particolarmente bellicosa di estremismo islamico era la presenza di esponenti dell'ala più oltranzista nelle file dello stesso governo Maschadov, un compromesso politico che il presidente aveva dovuto accettare per evitare ulteriori conflitti interni, ma che d'altra parte legittimavano la posizione di Basaev su un piano politico, permettendo ai fondamentalisti di "sfruttare" l'esteso sentimento nazionalista in funzione della Jihād islamica.
All'interno del governo russo, numerosi esponenti manifestarono la preoccupazione che la concessione di un'eccessiva autonomia alla Cecenia avrebbe scatenato un effetto domino, incoraggiando così altre repubbliche all'interno della Federazione Russa alla secessione. La tensione politica crebbe ulteriormente a causa dei numerosi attentati terroristici pro o contro la Cecenia, ai quali si aggiunsero numerose schermaglie ai confini tra soldati russi e ceceni. Il Primo Ministro russo Sergej Stepašin, rilasciò un'intervista nel gennaio del 2000 nella quale affermò che l'invasione della Cecenia era stata programmata a partire dal marzo 1999.

### I piani russi per la guerra
Il 7 marzo 1999 il ministro dell'interno Sergej Stepašin, in risposta al rapimento del generale Gennadij Špigun chiese un'invasione della Cecenia. Il piano di Stepašin venne visionato da primo ministro Evgenij Primakov; Stepašin più tardi disse:
Secondo Robert Bruce Ware (professore alla Southern Illinois University Edwardsville esperto di questioni caucasiche) questi piani devono essere considerati come di riserva.

### Gli attentati terroristici ed incidenti di confine
Il 16 novembre 1996 nella cittadina daghestana di Kaspijsk, un attentato terroristico fece esplodere una palazzina che ospitava alcune guardie di confine russe e causò 68 vittime. Le origini e le cause dell'attentato non furono mai chiarite ma da parte russe le accuse si rivolsero ai separatisti ceceni. Il 23 aprile 1997 morirono tre persone per un attentato dinamitardo presso la stazione ferroviaria di Armavir (nel territorio di Krasnodar), ed un secondo attentato causò due vittime il 28 maggio 1997 alla stazione di Pjatigorsk (nel territorio di Stavropol').
Il 22 dicembre 1997 un contingente di milizie daghestane, unite ad un gruppo di guerriglieri ceceni appartenenti al signore della guerra arabo Ibn Al-Khattab assalirono la base della 136ª Brigata fucilieri motorizzata delle guardie dell'esercito russo a Buynaksk, nel Daghestan, provocando diversi morti e danni. Il 16 aprile 1998 un convoglio militare russo subì un'imboscata nei pressi del confine tra Cecenia ed Inguscezia da parte dei guerriglieri ingusci, che provocò la morte di tre alti ufficiali e di altre diverse vittime. Il 7 aprile 1999 quattro poliziotti di confine russi vennero assassinati nei pressi di Stavropol'. Alla fine di maggio di quello stesso anno le autorità russe annunciarono pubblicamente che, con lo scopo di combattere il terrorismo e il commercio illegale, le guardie di confine avrebbero ricevuto l'ordine di sparare a vista su qualsiasi individuo o movimento sospetto. Le prime vittime di questo ordine furono quattro miliziani ceceni uccisi durante l'assalto ad un posto di guardia russo il 18 giugno 1999.

### Le incursioni in Daghestan
Nell'agosto e nel settembre del 1999, le milizie guidate da Šamil' Basaev, congiunte a quelle di Al-Khattab, forti di un contingente di circa 1 400 uomini, fecero un'incursione nel territorio russo del Daghestan, con lo scopo di dare manforte ai separatisti locali in lotta contro le truppe della Federazione Russa nei villaggi di Kadar, Karamakhi e Chabanmakhi. Il conflitto vide anche l'uso di bombe termobariche, soprattutto nel villaggio di Tando, e comportò la sconfitta dei ribelli da parte dei soldati russi e l'uccisione (secondo fonti russe) di 278 miliziani e di circa 900 feriti.

### Attentati nel territorio russo
Contemporaneamente all'invasione in territorio daghestano, venne sferrata una serie di attentati dinamitardi in alcune abitazioni di Mosca e Volgodonsk e nella cittadina daghestana di Bujnaksk. Il 4 settembre 1999 uno di questi attentati contro una palazzina che ospitava le famiglie di poliziotti russi fece 62 vittime. Gli attentati, che durarono nelle successive due settimane, fecero complessivamente 300 morti. Le autorità russe, primo fra tutti l'allora presidente Boris El'cin, accusarono degli attentati i separatisti ceceni.
Tuttavia alcuni uomini politici di alto profilo negli Stati Uniti, tra i quali l'affarista russo Boris Berezovskij ed il senatore John McCain, sostennero invece che gli attentati erano stati preparati dai servizi segreti russi (in particolare l'FSB) con lo scopo di scatenare una campagna contro i separatisti ceceni per giustificare la successiva invasione della Cecenia. Queste affermazioni vennero successivamente confermate dall'ex agente segreto russo Aleksandr Litvinenko nel libro Russia. Il complotto del KGB. Il 29 settembre 1999 le autorità russe chiesero alla Cecenia l'estradizione dei responsabili materiali degli attentati, ed il giorno successivo le forze di terra russe iniziarono l'invasione della Cecenia.

## L'intervento e la riconquista russa

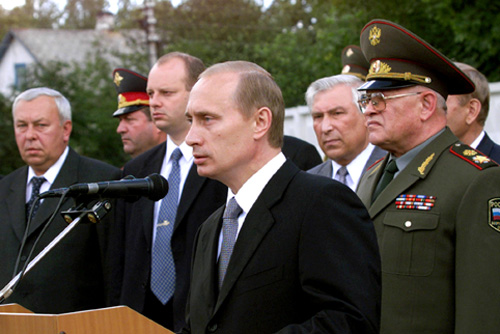
Agosto 2000, Putin parla ad una cerimonia in ricordo della 76ª Divisione delle Truppe Aerotrasportate perita in Cecenia

### I bombardamenti aerei
Tra la fine di agosto e settembre del 1999 la Russia attuò una pesante campagna di bombardamenti aerei sulla Cecenia, con l'obiettivo di eliminare gran parte dei movimenti di guerriglieri che continuavano a minacciare i confini con il Daghestan. I raid aerei russi provocarono centinaia di vittime tra i civili, forzando almeno 100 000 a cercare rifugio nella vicina Inguscezia, che si appellò alle Nazioni Unite e alle organizzazioni umanitarie per far fronte a questo vasto esodo di profughi ceceni. Il 2 ottobre 1999 il Ministro per le Situazioni d'Emergenza russo dichiarò pubblicamente l'esodo di circa 78 000 civili ceceni a causa dei bombardamenti russi, molti dei quali cercavano rifugio in Inguscezia, con una media di 5 000-6 000 persone al giorno.
Il 22 settembre 1999 il viceministro degli Interni russo Igor' Zubov affermò che le truppe russe avevano ormai accerchiato le forze cecene ed erano pronte a riprendere il controllo del territorio ceceno, ma che tuttavia i vertici militari erano contrari ad una penetrazione in massa in Cecenia per l'ingente quantità di perdite che questa avrebbe comportato. Alla fine di settembre le forze militari russe attuarono numerose incursioni in territorio ceceno, conquistando diversi punti strategici.

### L'offensiva terrestre

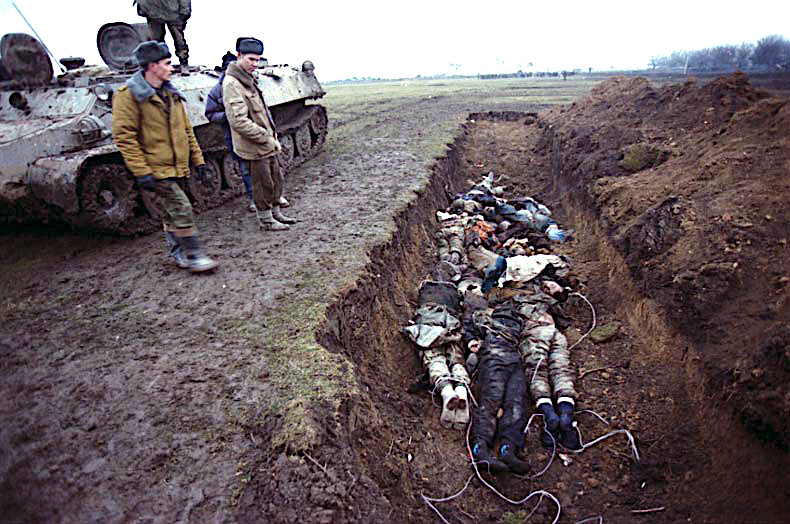
Seppellimento di caduti in una fossa comune

Il conflitto ceceno entrò in una nuova fase il 1º ottobre 1999 quando il neo Primo Ministro russo Vladimir Putin dichiarò illegittima l'autorità del presidente ceceno Aslan Maschadov così come quella del Parlamento ceceno. Al tempo stesso Putin annunciò che sarebbe stata avviata un'offensiva terrestre che si sarebbe limitata a raggiungere il fiume Terek, tagliando dal resto della Cecenia la parte settentrionale. Le intenzioni di Putin erano quelle di isolare la regione settentrionale della Cecenia e creare così un cordone sanitario che proteggesse il confine russo da ulteriori incursioni dei ribelli. Tuttavia nei mesi successivi si scoprì che una simile strategia sarebbe stata insufficiente per eliminare il problema dei ribelli ceceni e si optò per una campagna più massiccia.
L'esercito russo iniziò l'invasione che raggiunse con una certa facilità il fiume Terek il 5 ottobre 1999, durante le manovre un carro armato russo colpì un autobus pieno di civili uccidendone 11, e due giorni dopo un caccia-bombardiere Sukhoi Su-24 bombardò il villaggio di Elistanzhi, uccidendo 35 persone. Il 10 ottobre 1999 Maschadov presentò un piano di pace offrendo alle autorità russe la rottura con i signori della guerra responsabili delle incursioni e degli attentati. Oltre a ciò il Presidente ceceno si appellò alla Nato affinché si opponesse al conflitto fra le sue armate e quelle russe, ma senza esito positivo.
Il 12 ottobre 1999 le forze armate russe attraversarono le rive del Terek e iniziarono una manovra di avanzamento su due linee dirette a sud verso la capitale cecena, Groznyj. Nella speranza di evitare le pesanti perdite subite con la prima guerra cecena, i russi avanzarono in forze e molto lentamente, facendo ampio uso dell'artiglieria e del supporto aereo, nel tentativo di indebolire le difese cecene. Di fronte a questa nuova avanzata la popolazione cecena fuggì in massa riversandosi negli stati vicini, la stima di questa nuova ondata di profughi si attesta tra le 200 000 e le 350 000 persone, a fronte di una popolazione complessiva di 800 000 abitanti. Con lo scopo di prevenire la formazione di una resistenza armata nelle retrovie, l'esercito russo organizzò dei campi di prigionia nella Cecenia settentrionale.
Il 15 ottobre 1999 l'esercito della Federazione Russa riuscì ad ottenere la conquista di un ponte strategicamente importante in quanto consentiva l'uso dell'artiglieria sulla capitale Groznyj. In tutta risposta il Presidente ceceno proclamò una guerra santa contro le truppe russe e dichiarò la legge marziale, richiamando nell'esercito tutti i riservisti. Il giorno successivo i russi ottennero la conquista di altri punti strategici per l'assalto alla capitale, come il campo militare nel villaggio di Goragorskij, a ovest della città e il controllo della cima del monte Terskij.
Il 21 ottobre 1999 un missile balistico a corto raggio lanciato dai russi nel centro di Groznyj causò la morte di 140 persone, tra le quali donne e bambini e centinaia di feriti. Un commentatore russo motivò il lancio del missile spiegando che il mercato della città era utilizzato dai ribelli come base clandestina per l'acquisto di armamenti e approvvigionamenti. Otto giorni dopo un aereo russo lanciò un attacco contro un convoglio di profughi ceceni, diretto in Inguscezia, uccidendo 25 persone tra le quali alcuni volontari della Croce rossa e alcuni giornalisti.
Il 12 dicembre 1999 i soldati russi innalzarono la bandiera della Federazione Russa sul municipio della seconda città più importante della Cecenia, Gudermes, anche grazie alla defezione in campo ceceno dei due comandanti locali, i fratelli Jamadaev. Due giorni dopo 30 soldati russi vennero uccisi durante un contrattacco dei ribelli ceceni nei pressi del villaggio di Kulary, i cui combattimenti perdurarono fino al gennaio del 2000.

### L'assedio di Groznyj
Agli inizi di dicembre iniziò anche l'assedio di Groznyj. Esso venne preceduto da una strenua lotta per il controllo dei centri circostanti, che permise ai russi vittoriosi di porre la città sotto assedio a partire dal 2 febbraio 2000. Secondo alcuni portavoce russi nell'assedio alla città persero la vita 368 soldati e diversi militanti lealisti, infliggendo nel contempo gravi perdite ai ribelli ceceni, compresi numerosi comandanti. Il ministro della Difesa russo Igor' Sergeev annunciò che circa 1 500 ribelli ceceni vennero uccisi nel tentativo di lasciare la capitale.
L'assedio e la conquista di Groznyj lasciarono la città così devastata che nel 2003 le Nazioni Unite la proclamarono la città più devastata del mondo. Dalla conquista della capitale, tuttavia, i russi iniziarono a soffrire di gravi perdite a causa dei numerosi contrattacchi ceceni e degli agguati ai convogli. Il 26 gennaio 2000 il governo russo sostenne di aver subito 1 173 perdite. Come conseguenza di ciò si inasprirono le rappresaglie russe, la più grave delle quali fu un attacco contro un convoglio protetto da bandiera bianca nei pressi del villaggio di Katyr-Yurt, che portò alla morte di 170 civili.

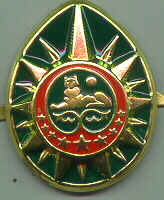
uno dei distintivi indossati dai ribelli ceceni

### La guerra sulle montagne
La fase successiva della campagna russa fu un intenso bombardamento della regione montagnosa nel sud della Cecenia, che durò per tutto l'inverno del 2000, soprattutto nei pressi di Argun, Vedeno e Shatoy, dove vennero impiegati in modo massiccio anche i reparti paracadutati. Il 18 febbraio 2000 un elicottero russo venne abbattuto ed i suoi 15 occupanti persero tutti la vita, per ammissione dello stesso Ministro dell'Interno russo Vladimir Rušajlo. Nonostante ciò, il 29 febbraio l'alto ufficiale russo Gennadij Nikolaevič Trošev sostenne pubblicamente che l'attacco al terrorismo ceceno era ormai completo, e che nell'arco di circa due settimane il resto delle forze ribelli ormai allo sbando sarebbero state annientate. Il Ministro della Difesa russo Igor' Sergeev stimò che il resto dell'esercito dei ribelli ceceni ammontasse a circa 2 000-2 500 uomini, sparsi per l'intero territorio ceceno. Il giorno stesso un gruppo di paracadutisti provenienti da Pskov vennero aggrediti in un agguato da un contingente di ribelli ceceni nel villaggio di Ulus-Kert, in Cecenia meridionale, con la perdita di 84 soldati russi.

### Il ripristino del governo federale russo
Il Presidente russo Putin ottenne il controllo diretto del territorio ceceno nel maggio del 2000, ed il mese successivo nominò il leader ceceno Achmat Kadyrov capo ad-interim del nuovo governo filo-russo. Questa iniziativa fu accolta con ampio consenso dal resto degli stati della Federazione Russa, ma il consenso popolare per la campagna cecena diminuì sensibilmente a causa dell'ingente perdita di uomini caduti sul campo. Il 23 marzo 2003 venne proclamata una nuova costituzione frutto di un referendum popolare molto controverso, nei confronti del quale gli osservatori internazionali nutrirono numerosi dubbi. Uno fra questi riguarda il criterio di ammissione al voto: il regolamento prevedeva infatti che anche i soldati russi che occupavano il territorio ceceno avessero diritto di voto. La nuova costituzione prevede per la Repubblica Cecena un certo grado di autonomia, mantenendo però un ferreo legame con la politica di Mosca e con le decisioni del Parlamento russo. A partire dal dicembre 2005, Ramzan Kadyrov, leader del gruppo paramilitare filo-russo noto come Kadyrovtsy è diventato di fatto il governatore della Repubblica Cecena, rimpiazzando nel 2007 alla Presidenza della Repubblica Cecena l'uscente Alu Alchanov. Le milizie di Kadyrov sono accusate da più parti di essere responsabili della maggior parte degli atti criminosi e delle atrocità che sono avvenute in Cecenia negli ultimi anni.

## L'insorgere della resistenza cecena

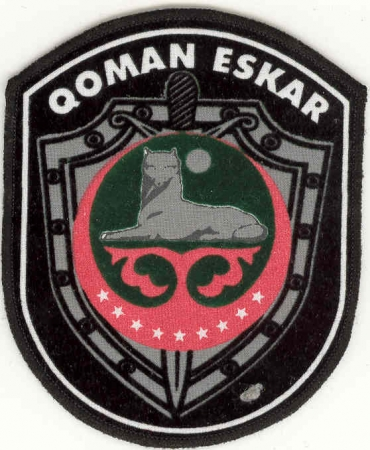
Uno dei distintivi indossati dai ribelli ceceni

### La campagna di guerriglia in Cecenia
Sebbene i combattimenti su vasta scala in Cecenia siano terminati da tempo, nonostante tutto sono ormai frequenti gli attacchi dei ribelli ceceni in particolare nella regione settentrionale, aprendo così il cosiddetto fronte caucasico della guerra in Cecenia. Le incursioni dei ribelli hanno come obiettivi principali l'assassinio di ufficiali russi e filo-russi e l'attacco ai convogli militari e delle forze di polizia. I separatisti, durante questi assalti, fanno spesso uso di ordigni esplosivi improvvisati e di gruppi di bande armate per i raid più massicci. A questi attacchi le forze militari russe rispondono con l'artiglieria e con bombardamenti aerei, oltre che con numerose operazioni di incursione da parte delle forze speciali. La maggioranza dei soldati russi in Cecenia è ormai rappresentata da volontari, a differenza della prima guerra cecena, dove la maggioranza era composta da coscritti. A ciò occorre aggiungere che la maggior parte del contingente russo in Cecenia è composto da soldati russi, mentre l'apporto delle altre repubbliche della Federazione Russa è andato gradualmente a diminuire.
A partire dal 2004 le forze lealiste facenti capo a Ramzan Kadyrov, hanno preso il controllo sulle operazioni di polizia, nonostante gran parte dei componenti di questi gruppi siano appartenuti (così come lo stesso Kadyrov) alle milizie ribelli sconfitte nella prima guerra cecena. Questo corpo paramilitare è stato inglobato in due distinti corpi militari facenti capo al Ministero dell'Interno ceceno, denominati Sever e Yug (Nord e Sud), mentre altri due gruppi militari, rispettivamente Vostok e Zapad (Est e Ovest) sono composti dalle forze filo-russe facenti capo ai leader militari ceceni Sulim Yamadayev e Said-Magomed Kakiyev.
Con la morte di Aslan Maschadov, avvenuta l'8 marzo 2005, è venuto a mancare l'ultimo esponente "storico" di rilievo dell'indipendentismo "laico" ceceno. Progressivamente in seno al fronte indipendentista si è fatta strada la fazione ultrareligiosa, che ad oggi monopolizza il movimento ed è fautrice di un'interpretazione confessionale del nazionalismo ceceno. Fonti di informazione provenienti dall'ambiente, infatti, dimostrano come il modo di esprimersi dei ribelli (i cui capi sono ormai usi a definirsi "imam" o "emiri") ed il loro continuo inneggiare all'Islam sia il prodotto di una lotta di potere intestina dalla quale il governo russo non è estraneo.

### Attacchi suicidi e assassini
Tra il giugno 2000 ed il settembre 2004 i ribelli ceceni hanno aggiunto alla loro strategia la tattica dell'attacco suicida. Dall'inizio di questa campagna ci sono stati circa 23 assalti ad altrettanti obiettivi militari sia all'interno sia oltre i confini della Cecenia. Numerosi sono poi stati gli omicidi politici perpetrati da entrambe le parti, tra i quali occorre annoverare l'assassinio dell'ex presidente separatista ceceno Zelimkhan Yandarbiyev, in esilio in Qatar del 13 febbraio 2004 e quello del presidente ceceno filo-russo Achmat Kadyrov il 9 maggio 2004 durante una parata commemorativa a Groznyj.

### Apertura del fronte caucasico
Mentre la guerriglia anti-russa si è manifestata nel Caucaso settentrionale ancora prima dello scoppio di questo conflitto, tuttavia a partire dal maggio 2005 le forze dei separatisti ceceni hanno annunciato pubblicamente di aprire un nuovo fronte caucasico all'interno della loro lotta al controllo territoriale di Mosca. All'interno di questo fronte, sussistono tuttavia altri movimenti ribelli tra i quali i ribelli daghestani ed ingusci ed altre rappresentanze delle regioni a sud della Russia. Tuttavia il movimento separatista ceceno è diventato il centro ideologico e logistico di questo nuovo fronte, nonostante siano sempre più frequenti i combattimenti tra le forze di sicurezza russe e filo-russe ed altri gruppi ribelli, il più degno di nota dei quali è quello scoppiato nella repubblica Cabardino-Balcaria il 13 ottobre 2005.

## Il ruolo della comunità internazionale
Nonostante le acclarate violazioni dei diritti umani da parte di entrambi gli schieramenti, la comunità internazionale ha faticato visibilmente ad andare oltre una semplice condanna politica del conflitto, sottraendosi sempre all'eventuale applicazione di sanzioni economiche o embarghi. Emblema di questa inazione occidentale furono le dichiarazioni del presidente degli Stati Uniti d'America, Bill Clinton, il quale già all'epoca del primo conflitto in Cecenia (1994-1996) aveva affermato in un incontro a Mosca con Boris El'cin, che la Cecenia fosse parte integrante della Russia. Ancor più netta fu la sua posizione nel 1999, quando in una conferenza presidenziale a Washington tenutasi l'8 dicembre di quell'anno, Clinton ribadì che non era interesse degli Stati Uniti sanzionare la Russia per le vicende cecene. Linea morbida fu adottata anche dal Segretario Generale dell'ONU Kofi Annan che si limitò a richiamare i combattenti "alla precauzione" chiedendo loro di "fare il possibile per limitare le vittime civili", e dall'Unione Europea che si dichiarò "profondamente scossa per gli avvenimenti in Cecenia" auspicando un "immediato cessate il fuoco", senza mai fare riferimento ad alcuna possibile sanzione economica.
Molti geopolitici e analisti hanno riconosciuto nell'inazione occidentale, e soprattutto americana, un'evidente impossibilità di sanzionare la Russia per le vicende cecene alla luce dell'intervento NATO in Jugoslavia durante le guerre jugoslave.

## Il cessate il fuoco ceceno del 2005 e la fine
Il 2 febbraio 2005 Aslan Maschadov, leader dei ribelli ceceni, lanciò un invito per un cessate il fuoco fino al successivo 22 febbraio (giorno precedente l'anniversario della deportazione staliniana dei ceceni). L'invito venne lanciato da un sito web dei separatisti ceceni, inviato al presidente Putin e descritto come un gesto di buona volontà. L'8 marzo 2005 Maschadov venne ucciso durante un'operazione delle truppe speciali russe a nord-est di Groznyj.
Poco dopo la morte di Maschadov, il consiglio dei ribelli ceceni annunciò che la guida era stata assunta da Abdul-Halim Sadulayev, una manovra approvata velocemente da Šamil' Basaev. Il 2 febbraio 2006 Sadulayev apportò diversi cambiamenti all'interno del governo ordinando a tutti i suoi membri di muoversi solo all'interno del territorio ceceno; tra le altre cose rimosse il primo vice-premier Achmed Zakaev. Sadulayev venne ucciso a sua volta nel giugno 2006, a capo della guerriglia venne eletto Doku Umarov.
Il presidente della Cecenia, ed ex separatista, Ramzan Kadyrov ha dichiarato la fine delle ostilità nel marzo 2009. Il 27 marzo 2009 il Presidente russo Dmitry Medvedev incontrò Alexander Bortnikov, il direttore dell'FSB per discutere la fine ufficiale delle operazioni antiterrorismo in Cecenia. Sebbene le ostilità siano ufficialmente cessate il 16 aprile 2009, a maggio dello stesso anno erano ancora attivi circa 480 insorti, sotto la guida di Umarov.

## Avvenimenti collegati

### La crisi in Pankisi
Gli ufficiali russi hanno accusato la Georgia di aiutare i ribelli ceceni permettendo loro di operare in territorio georgiano e facendo attraversare il confine russo-georgiano a materiali e ribelli. Secondo la Russia i ribelli avevano la loro sede nella Gola del Pankisi, zona impervia al confine con la Cecenia. Nel febbraio del 2002, gli Stati Uniti cominciarono ad offrire aiuti alla Georgia nel combattere "elementi criminali" come Mujahideen arabi, attivi nella Gola del Pankisi, come parte della "Guerra al terrorismo". Nell'agosto 2002 la Georgia accusò la Russia di aver effettuato una serie di attacchi aerei nella Gola del Pankisi contro presunte basi dei ribelli e di aver ucciso un civile georgiano. Nel settembre del 2002 le forze georgiane arrestarono sei persone e affermarono che la Gola del Pankisi era sotto controllo.
L'8 ottobre 2001 un elicottero del UNOMIG venne abbattuto nella valle del Kodori, in Georgia, in mezzo ai combattimenti tra ceceni e abcasi, uccidendo 9 persone, tra cui 5 osservatori ONU. La Georgia disse di non aver truppe nell'area e i sospetti caddero sul gruppo guidato da Ruslan Gelayev, ribelle ceceno secondo alcuni assoldato dal governo georgiano per combattere contro i separatisti dell'Abcasia.
Il 2 marzo 2004 in seguito ad una serie di raid dalla Georgia verso il confine con la Cecenia, Inguscezia, e Daghestan, Gelayev venne ucciso in uno scontro con le truppe di confine russe mentre cercava di rientrare in Georgia dal Daghestan.

### I crimini di guerra
Gli ufficiali russi e i ribelli ceceni hanno regolarmente e ripetutamente accusato i propri avversari di aver commesso diversi crimini di guerra incluso: rapimento, omicidio, presa di ostaggi, saccheggio, stupro e varie altre violazioni delle leggi di guerra. Organizzazioni umanitarie e internazionali tra cui il Consiglio d'Europa e Amnesty International hanno criticato entrambi gli schieramenti di "palesi e costanti" violazioni del Diritto internazionale umanitario.
I gruppi russi per i diritti umani hanno stimato che in Cecenia ci sono state 5 000 sparizioni forzate dal 1999.

Il segretario di stato USA Madeleine Albright nel suo discorso del 24 marzo 2000 alla Commissione sui Diritti Umani delle Nazioni Unite ha ricordato che: 
Secondo il rapporto annuale di Amnesty International del 2001:
C'erano frequenti resoconti in cui le forze russe hanno bombardato indiscriminatamente zone civili. Civili ceceni, incluso il personale medico, ha continuato a essere bersaglio da attacchi militari da parte delle forze russe. Centinaia di civili ceceni e di prigionieri di guerra furono giustiziati. A giornalisti e controllori indipendenti è continuamente rifiutato l'accesso alla Cecenia. Secondo i rapporti, i combattenti ceceni spesso minacciarono e talvolta uccisero membri russi dell'amministrazione civile e giustiziarono i soldati russi catturati.
Nel 2001 il Museo Commemorativo dell'Olocausto degli Stati Uniti ha inserito la Cecenia nell'elenco dei genocidi:
La Cecenia è stata devastata, inclusa la quasi totale distruzione di Groznyj, la capitale cecena. L'artiglieria russa e l'aviazione ha indiscriminatamente martellato aree civili. Le organizzazioni per i diritti umani hanno anche documentato diversi massacri di civili ceceni da parte delle unità russe. Il Presidente russo Vladimir Putin ha dichiarato che la Cecenia è pacificata dalla primavera del 2000. Ma la pace per i civili ceceni è stata elusiva, vittime di una continua guerra di logoramento. Essi sono afflitti dagli abusi commessi dalle forze russe - arresti arbitrari, estorsioni, torture, omicidi. I civili ceceni soffrono anche perché non sono stati sostenuti per ricostruire i servizi sociali di base come l'educazione.I ribelli ceceni hanno commesso anche loro abusi sui civili, ma mai con lo stesso peso o con la stessa intensità delle forze russe.
Il governo russo ha omesso di perseguire ogni responsabilità nei processi per crimini contro l'umanità commessi durante il conflitto in Cecenia. Incapaci di ottenere giustizia a livello nazionale, centinaia di vittime di abusi hanno presentato domanda alla Corte europea dei diritti dell'uomo. Nel marzo 2005 la corte ha emesso le prime sentenze sulla Cecenia, il verdetto accusava il governo russo di violazioni di diritto alla vita e vietando la tortura.

### Il terrorismo ceceno

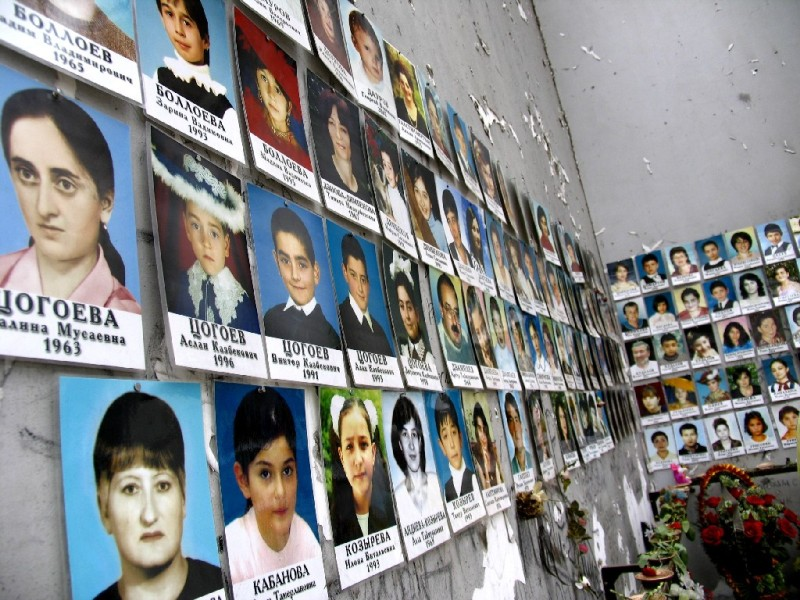
Foto delle vittime della strage di Beslan sul muro della palestra della scuola

A partire dal 2002 terroristi paramilitari ceceni, guidati fino al 2006 da Šamil' Basaev, hanno lanciato una serie di attacchi contro i civili in Russia per rivendicare le pretese separatiste. Centinaia di persone sono rimaste uccise in una serie di attentati, spesso suicidi come i seguenti:
- 2004 Attentato ferroviario a Stavparol (46 vittime);
- 2004 Attentato ferroviario a Mosca (40 vittime);
- 2004 Attentato aereo a Tula Oblast (89 vittime);

I ceceni per due volte hanno anche preso dei civili in ostaggio con azioni eclatanti che si sono concluse in massacri:
- 2002 Crisi del teatro Dubrovka: 850 persone furono prese in ostaggio in un teatro a Mosca che finì quando le forze speciali russe OSNAZ fecero irruzione con agenti chimici; 129 ostaggi e 39 (dei 40) terroristi rimasero uccisi;
- 2004 Strage di Beslan: nell'attacco a una scuola della città nord-osseta, i terroristi ceceni tennero in ostaggio 1127 persone fino all'irruzione delle forze speciali russe; tra le vittime 334 furono i civili, 11 i soldati russi e 31 i sequestratori (su 32).

Anche dopo la conclusione ufficiale del conflitto si sono ripetuti attacchi dei separatisti ceceni contro civili russi:
- 2009 Attentato al treno Nevsky Express (27 vittime);
- 2010 Attentato suicida alla metropolitana di Mosca (38 vittime);
- 2011 Attentato suicida all'aeroporto Domodedovo (37 vittime).

## Effetti e conseguenze

### Censura del governo russo sui media
La forte censura operata durante la prima guerra cecena (nonostante la morte di diversi giornalisti) convinse il governo russo della necessità di mantenere un rigido controllo delle fonti di informazione. Allo scoppio della seconda guerra venne sviluppato e introdotto un sistema per limitare l'accesso ai giornalisti e modificare le loro informazioni.

### Le amnistie in Cecenia
Tra le altre viene ricordata quella del settembre 2003 collegata all'adozione di una nuova costituzione da parte della repubblica e un'altra tra metà 2006 e gennaio 2007. Secondo Ramzan Kadyrov (lui stesso ex ribelle) più di 7000 ribelli nel 2005 disertarono in favore della Federazione Russa. Nel 2006 più di 600 ribelli della Cecenia e delle provincie adiacenti consegnarono le armi in favore di un'amnistia di sei mesi "per quelli che non commisero reati gravi".
Nel 2007 la Federazione Internazionale per i Diritti Umani di Helsinki pubblicò un rapporto intitolato  Amnestied People as Targets for Persecution in Chechnya. URL consultato il 25 gennaio 2018 (archiviato dall'url originale il 27 settembre 2007). in cui veniva descritto il destino di diverse persone che vennero amnistiate ma successivamente rapite, torturate e uccise. Nel novembre dello stesso anno ci furono sette le amnistie, sia per i ribelli ceceni che per soldati delle forze russe che commisero crimini in Cecenia, dichiarati da Mosca, a partire dall'inizio della guerra. La prima amnistia venne dichiarata nel 1999 quando 400 ribelli ceceni decisero di passare dalla parte di Mosca.

### Perdite civili

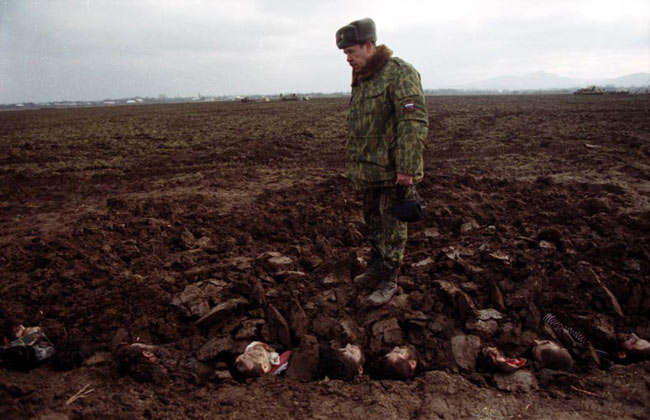
Un soldato russo su una fossa comune di civili ceceni a Komsomolskoye, 2000

Le stime sulle perdite civili sono molti diverse. Secondo il governo filo-russo 160 000 combattenti e non combattenti sono morti o scomparsi nelle due guerre, di questi 30 000 - 40 000 sono ceceni e 100 000 sono russi. Il leader dei ribelli ceceni Aslan Maschadov ha più volte sostenuto che 200 000 ceceni sono morti in seguito alle due guerre. Come nel caso delle perdite militari, questi dati non possono essere verificati da organismi indipendenti. Secondo un conteggio del 2007 effettuato dal gruppo per i diritti umani russo denominato Memorial fino a 25 000 civili sono morti o scomparsi dal 1999. Secondo Amnesty International nel 2007, la seconda guerra cecena ha ucciso più di 25 000 civili e altri 5 000 sono scomparsi. La Società di Amicizia Russo-Cecena ha stimato che le due guerre hanno prodotto in tutto tra i 150 000 - 200 000 morti civili.

### Danni ambientali
Le agenzie per l'ambiente hanno segnalato come la Cecenia in seguito alla guerra abbia subito un disastro ambientale. Un ex assistente di Boris El'cin crede che le bombe russe abbiano reso la Cecenia un "deserto ambientale". Vi è particolare preoccupazione per il petrolio e gli inquinanti liberati dalle fogne danneggiate durante la guerra, per le radiazioni e gli inquinanti chimici diffusisi in seguito ai bombardamenti su depositi chimici. Gli animali selvaggi che vivevano nelle foreste della Cecenia si sono spostati in altre zone in seguito ai bombardamenti. Nel 2004 il governo russo ha dichiarato un terzo della Cecenia come "zona di disastro ecologico" e un altro 40% come "zona di estremo pericolo ambientale".

### Mine terrestri
La Cecenia è la regione più contaminata da mine terrestri del globo. Sin dal 1999 c'è stato un forte utilizzo di mine terrestri da parte di entrambi gli schieramenti (la Russia aveva aderito alla Convenzione su certe armi convenzionali del 1980 ma non al protocollo del 1996 su mine terrestri e altri dispositivi). Le zone con il più alto numero di mine sono quelle dove i ribelli continuano la resistenza, ossia le regioni del sud e al confine con la Federazione Russa. Nessuna operazione di sminamento è incominciata da quando la Halo Trust (NPO che si occupa di sminamento) è stata allontanata dalla Russia nel dicembre 1999. Nel giugno 2002 Olara Otunnu, funzionaria dell'ONU, ha valutato che nella regione vi sono 500 000 mine terrestri. L'UNICEF ha registrato 2340 incidenti verificatisi su civili a causa di mine e ordigni inesplosi tra il 1999 e la fine del 2003

### Perdite militari
Le cifre riguardanti le perdite militari, di entrambe le parti, sono impossibili da verificare e solitamente sono ritenute più alte. Nel settembre del 2000 il National Endowment for Democracy ha compilato una lista delle  Perdite annunciate ufficialmente dall'inizio del conflitto. che fornisce un quadro minimo della guerra anche se incompleto e con poco valore di fatto. Secondo le cifre rilasciate dal Ministero della difesa russo nell'agosto 2005 almeno 3450 soldati sono stati uccisi in azioni militari nel periodo 1999 - 2005. Questa cifra non include i morti della Truppe Interne (il corpo di gendarmeria russo), del FSB, della polizia e dei paramilitari del posto, in tutto 4720 morti dall'ottobre 2003. Le stime di agenzie russe indipendenti e del mondo occidentale parlano di cifre molto più alte; l'Unione dei Comitati delle Madri dei Soldati Russi indica 11 000 soldati uccisi in azione dal 1999 al 2003. Nel 2007 Memorial contò 15 000 soldati russi morti nelle due guerre, mentre altre cifre salgono fino a 40 000. Questi ultimi dati, tuttavia, sono alquanto improbabili ed immaginari.

### Politica di radicalizzazione del movimento separatista
Il movimento separatista ha subito nel corso del tempo una forte radicalizzaione. Due leader storici come Džochar Dudaev e Aslan Maschadov sono stati sostituiti da ribelli che hanno sfruttato più il sentimento religioso che il nazionalismo della popolazione.
La crescente radicalizzazione ha portato nel 2007 alla dichiarazione di indipendenza dell'Emirato Caucasico da parte di Dokka Umarov, sostituendo in parte la Repubblica cecena di Ichkeria. Umarov ha anche lanciato l'idea di una Jihād globale, idea non apprezzata da tutti i ribelli, tra questi Anzor Astemirov.
Questo nuovo pensiero di lotta ha raccolto favori da parte del mondo islamico, tanto che alcuni simpatizzanti hanno dichiarato di essere disposti a prendere le armi per aiutare il movimento ceceno. Molti commentatori pensano che i ribelli ceceni abbiano contatti con gruppi islamici internazionali. La BBC ha affermato che molti volontari sono andati in Cecenia dopo l'addestramento in campi situati in Afghanistan e Pakistan.

### Impatto sulla popolazione cecena

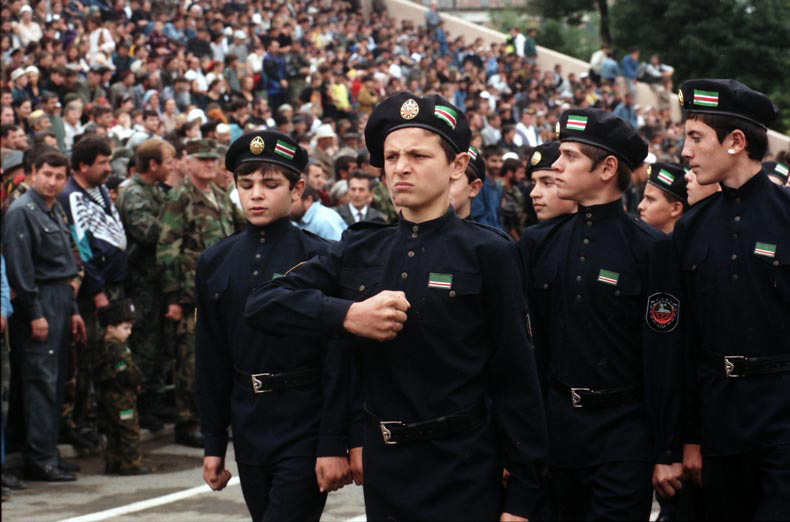
Ragazzini-soldato della resistenza caucasica

Secondo un rapporto di Medici Senza Frontiere del 2006, "la maggioranza dei ceceni attraversa ancora una vita oppressa da paura, insicurezza e povertà". Un'indagine del 2005 di MSF dimostrò come il 77% degli intervistati soffriva di "disagio psicologico riconoscibile dai sintomi".
Nel 2008 il tasso di mortalità infantile era del 17 per mille, il più alto di tutta la Russia. Ci sono resoconti del crescente numero di malattie genetiche nei bambini e di malattie sconosciute tra gli scolari. Un bambino su 10 è nato con difetti che necessitano di cure. Alcuni bambini i cui familiari potevano permetterselo sono stati mandati nella vicina Repubblica del Dagestan dove le cure sono migliori; la Cecenia manca di sufficienti strumenti nella maggior parte delle sue strutture mediche. Secondo l'UNICEF, dal 1994 al 2008 circa 25 000 bambini hanno perso uno o entrambi i genitori. Un'intera generazione di bambini ceceni sta mostrando sintomi da trauma psicologico. Nel 2006 il vice-ministro della salute ceceno filo-russo disse che i bambini ceceni erano diventati un "esempio vivente" di cosa significa crescere con la minaccia costante della violenza e una povertà cronica. Nel 2007 il ministero degli interni ceceno aveva identificato 1000 bambini di strada e il numero è in aumento.
Secondo le statistiche ufficiali il tasso di disoccupazione in Cecenia nell'agosto 2009 era del 32,9%. Nonostante rimanga il secondo tasso più alto della Russia è stato quasi dimezzato rispetto al 2007. Molte persone sono senza casa perché distrutte dalla guerra e non hanno ricevuto i fondi per ricostruirle. Le infrastrutture distrutte nel corso delle due guerre non furono soltanto di tipo sociale come ospedali e abitazioni ma anche di tipo educativo e culturale. Tuttavia gli sforzi per la ricostruzione stanno procedendo più rapidamente rispetto agli anni passati, con la costruzione di nuove case, infrastrutture e strade nella gran parte della regione. Governo, società e commercio sono ancora schiacciati dalla corruzione, sequestri di persona, estorsioni e altre attività criminali; le stime russe affermano che la criminalità organizzata è due volte più forte della media e il governo è percepito come corrotto e incapace di dare risposte.
Centinaia di migliaia di ceceni sono stati sfollati durante il conflitto, la maggior parte all'interno della stessa Cecenia e nelle repubbliche confinanti, ma migliaia si sono spostati verso altri paesi, nel 2008 la maggioranza di questi risiedeva negli stati dell'Unione europea.

### Impatto sulla popolazione russa
Lo scoppio della guerra aumentò la popolarità di Vladimir Putin, diventato primo ministro da un mese. Con il passare del tempo la guerra divenne meno popolare: secondo un sondaggio del marzo 2007, il 70% dei russi riteneva che si sarebbe dovuto negoziare con i guerriglieri, mentre il 16% pensava che la guerra dovesse continuare. La guerra ha comportato cambiamenti profondi nella politica e nella società russa.
Sin dallo scoppio della guerra nel 1994 si registrarono in tutta la Russia casi di giovani soldati che ritornarono traumatizzati dal conflitto. Psichiatri, giornalisti e ufficiali di polizia chiamarono questa situazione "sindrome cecena", trovando un parallelo con i disturbi post traumatici sofferti dai soldati sovietici che combatterono in Afghanistan. Secondo Jurij Aleksandrovskij, vicedirettore dell'Istituto Serbskij di Mosca (un ospedale psichiatrico), nel 2003 almeno il 70% dei 1,5 milioni di veterani di guerra soffriva della "sindrome cecena". Molti di questi ritornarono all'alcolismo, o divennero inabili o soffrirono di disturbo di personalità. Migliaia ebbero disabilità psicologiche permanenti e solo in piccola parte furono aiutati dallo stato.
Secondo degli studi del 2007 di Memorial e di Demos (organizzazioni umanitarie russe) i poliziotti russi persero competenze e qualifiche durante il periodo in cui erano in servizio. Il conflitto era legato alla crescente brutalità e criminalizzazione delle forze di polizia. Secondo attivisti per i diritti umani e giornalisti decine di migliaia di uomini della polizia e delle forze di sicurezza che stettero in Cecenia impararono modelli di brutalità e impunità che esportarono nelle regioni di provenienza; spesso questi uomini tornarono mostrando problemi psicologici e di disciplina. In un sondaggio di livello nazionale del 2005 è risultato che il 71% della popolazione non ha fiducia nelle forze di polizia mentre il 41% ha espresso paura della brutalità della polizia.
Le guerre in Cecenia e gli atti di terrorismo che hanno colpito la Russia sono le principali cause dell'aumento dell'intolleranza, della xenofobia e del razzismo tra la popolazione russa, diretti soprattutto verso soggetti di origine caucasica. Gli omicidi commessi ufficialmente su base razzista sono più che raddoppiati tra il 2003 e il 2004. Tra gli atti di violenza commessi su base razzista ci fu anche un atto terroristico, nel 2006 un gruppo ultra-nazionalista fece esplodere una bomba a Mosca in un mercato frequentato soprattutto da stranieri di origine orientale uccidendo 13 persone.
Nel 2007 un diciottenne rivendicò la responsabilità di 37 omicidi commessi su base razziale affermando che fin dai tempi della scuola aveva sempre odiato le persone del caucaso. Il 5 giugno 2007 a Stavropol' nel sud-ovest della Russia si tenne una manifestazione anti-cecena che chiedeva l'espulsione dei ceceni in seguito all'uccisione di due giovani russi, reato che la gente credeva commesso da ceceni. L'evento riportò alla mente quando nel 2006 a Kondopoga nella Repubblica di Carelia dove per un conto non pagato due russi vennero uccisi in un locale gestito da ceceni e si ebbero momenti di grande tensione.
Un altro settore dove la violenza razzista è diffusa è all'interno delle forze armate russe dove i caucasici sono discriminati, mentre un tempo erano considerati tra i migliori soldati.

## Situazione
Nel 2005 le truppe presenti in Cecenia ammontavano a 60 000, ma il contingente è stato significativamente diminuito nel corso del tempo. Il giornalista Tony Wood, autore di molti scritti sulla Cecenia ha affermato che nel 2007 il contingente di stanza nella regione caucasica era di 8 000 unità. Analisti indipendenti dicono che i ribelli separatisti non sono più di 2000, secondo le autorità russe sono poche centinaia. Vi sono ancora sporadici combattimenti sulle montagne e nel sud della repubblica ma il governo di Mosca ha ridotto notevolmente il contingente e ha passato al governo filo-moscovita ceceno il compito di stabilizzare ulteriormente la regione. Nel febbraio 2008 Dokka Umarov, il "presidente" della Repubblica cecena di Ichkeria parlò di "migliaia di combattenti" in un discorso riguardante il numero di tutti i ribelli ancora presenti sulle montagne.

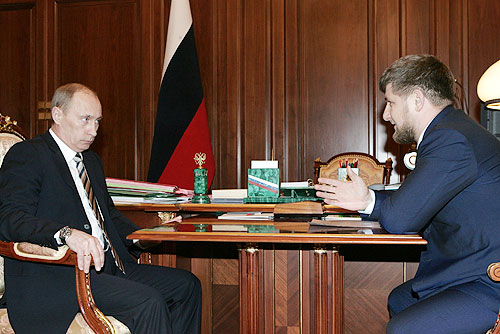
Febbraio 2008; Putin a colloquio con il presidente ceceno Ramzan Kadyrov

La maggior parte dei leader separatisti sono morti o sono stati uccisi, tra questi il comandante storico Aslan Maschadov e Šamil' Basaev mente di molti attacchi terroristici. Oltretutto il movimento ribelle ceceno è stato indebolito anche da divisioni interne tra islamisti radicali e islamisti moderati, dal cambiamento del clima politico dopo l'11 settembre e dalla popolazione cecena generalmente stanca della guerra. I combattimenti su larga scala sono stati sostituiti da azioni di guerriglia e attentati contro le truppe federali e le forze del governo con la violenza che spesso si è allargata nelle regioni adiacenti. Dal 2005 la violenza si è estesa anche a Inguscezia e Daghestan; il governo russo da parte sua ha esteso l'operazione di stabilizzazione al caucaso del nord.
Nel corso degli anni le autorità politiche e militari russe annunciarono più volte che la guerra era finita. Nell'aprile 2002 il presidente Vladimir Putin annunciò che la guerra era terminata; il governo russo ha mantenuto come data di fine guerra aprile 2002 e da allora ha predisposto una vasta operazione di pace. In un'intervista alla BBC del 10 aprile 2006 Sergej Ivanov disse che "la guerra era finita" e che "la campagna militare sarebbe durata solo due anni". Anche l'attuale presidente della Cecenia Ramzan Kadyrov ha affermato che il conflitto è terminato. Alcuni sostengono che il conflitto si sia concluso nel 2003 con l'elezione di Ramzan Kadyrov altri pensano che il conflitto sia ancora in corso. Certi osservatori indipendenti tra cui Álvaro Gil-Robles (osservatore per i diritti umani inviato dal Consiglio d'Europa) e Louise Arbour (Alto Commissario per i Diritti Umani dell'ONU) hanno affermato che il conflitto si è concluso nel 2006.
I separatisti negano comunque che la guerra sia finita e l'attività di guerriglia continua in tutto il caucaso del nord. Il colonnello Sulim Yamadayev, il secondo più importante signore della guerra ceceno alleato di Mosca dopo Kadyrov, ha detto che il conflitto non è terminato. Nel marzo 2007 Yamadayev ha affermato che ci sono ancora 1 000 ribelli separatisti e militanti islamici stranieri solo nelle montagne cecene, aggiungendo: "La guerra non è finita, la guerra è lungi dall'essere finita. Quella che stiamo fronteggiando oggi è una classica guerra partigiana e la mia previsione è che durerà due, tre forse anche cinque anni." secondo il factbook della CIA la Russia ha colpito duramente il movimento separatista, nonostante si verifichino ancora episodi di violenza nel Caucaso del nord. La situazione generale della sicurezza rimane ancora estremamente difficile da accertare a causa del monopolio russo sui mezzi di informazione. Nel maggio del 2007 Amnesty International rifiutò le affermazioni russe che dichiaravano la fine del conflitto rispondendo: "le operazioni militari su larga scala sono state ridotte, il conflitto continua". Per molti anni la forza dei ribelli è rimasta sconosciuta, nonostante la Russia ne abbia eliminati molti lungo tutto l'arco della guerra, molti giovani entravano nelle loro file.
Una stima, basata su resoconti di guerra, mostra come il numero di vittime delle forze federali negli ultimi tre anni sia più alto di quello della coalizione che sta combattendo la Guerra in Afghanistan. Con l'abolizione della Repubblica cecena di Ichkeria e la proclamazione dell'Emirato Caucasico da parte del leader dei ribelli Dokka Umarov il conflitto in Cecenia e nel nord Caucaso è stato spesso riportato come la "Guerra nel Caucaso del Nord". Il governo russo non ha dato nessun nome nuovo al conflitto mentre gli osservatori internazionali continuano a riferirsi ad esso come la continuazione della seconda guerra cecena.

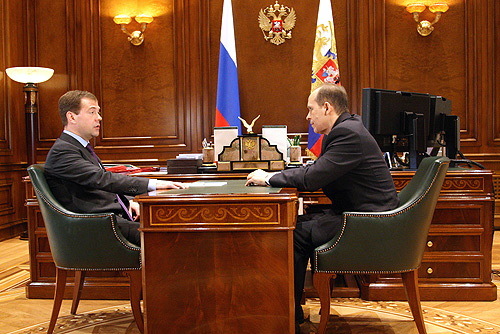
Marzo 2009; Medvedev a colloquio con il capo del FSB Bortnikov

Verso la fine dell'aprile 2008 il Commissario per i diritti umani del Consiglio d'Europa Thomas Hammarberg ha visitato la repubblica caucasica. Dopo una settimana di visita disse di aver osservato sviluppi positivi, "evidenti progressi" e che il sistema giudiziale funzionava decentemente. Secondo Hammarberg le persone scomparse e l'identificazione dei corpi rimangono le questioni più importanti, mostrando il desiderio che siano fatti ulteriori sforzi per superararli. Il presidente Putin rispose che la visita ha avuto un "grande significato" e che la Russia terrà conto del pensiero del consiglio.
Le operazioni anti-terrorismo in Cecenia sono state condotte dalle forze armate russe fin dal 1999. Il presidente della Cecenia ed ex ribelle Ramzan Kadyrov ha dichiarato nel marzo 2009 la fine delle operazioni. Il 27 marzo 2009 il presidente russo Dmitrij Medvedev ha incontrato Aleksander Bortnikov direttore del Servizio Federale per la Sicurezza (FSB) per discutere la fine ufficiale delle operazioni anti-terrorismo. Medvedev ha diretto la Commissione Nazionale Anti-Terrorismo, di cui anche Bortnikov è capo, per riferire della questione al governo russo, questione che verrà decisa dal parlamento russo. Comunque Medvedev ha affermato che la situazione in Cecenia rimane sotto diretto controllo del FSB.
Il 16 aprile 2009 le operazioni contro il terrorismo in Cecenia sono state dichiarate ufficialmente concluse; gran parte dell'esercito è stato ritirato e le trattative con i ribelli di basso livello sono state affidate alla polizia della Cecenia. Dopo tre mesi l'ex leader Akhmed Zakayev ha lanciato un appello ai ribelli per fermare la resistenza armata contro la polizia cecena a partire dal 1º agosto aggiungendo: "Io spero che da questi giorni nessun ceceno si spari più a vicenda".
Gli attacchi terroristici a Nazran in Inguscezia e al Nevsky Express nel 2009 e nel 2010 l'attentato nella metro di Mosca e quello a Kizlyar (Daghestan) sono stati attribuiti ai separatisti ceceni. La fine de facto del conflitto non è ancora conosciuta.

## Protagonisti della seconda guerra cecena

### Leader politici russi e comandanti
Presidente della Russia(in ordine cronologico) Boris El'cin (morto 2007), Vladimir Putin (Primo Ministro dal 2008)
Capi del FSB, del GRU, e dello Stato Maggiore delle Forze ArmateNikolaj Patrušëv - Valentin Korabel'nikov - Anatolij Kvašnin, Jurij Baluevskij
Comandanti del Gruppo Interforze nel Caucaso del Nord(in ordine cronologico) Vladimir Moltenskoj, Sergej Makarov, Valerij Baranov (ferito nel 2004), Jakov Nedobitko
Comandanti del Distretto Militare del Caucaso del Nord(in ordine cronologico) Viktor Kazancev, Gennadij Trošev, Vladimir Boldyrev, Aleksandr Baranov
Ministri della Difesa della Russia(in ordine cronologico) Igor' Sergeev, Sergej Ivanov, Anatolij Serdjukov
Ministri dell'Interno della Russia(in ordine cronologico) Vladimir Rušajlo, Boris Gryzlov, Rašid Nurgaliev
Comandanti Militari in CeceniaEvgenij Abrašin, Ivan Babičev, Grigorij Fomenko, Leonid Krivonos
Presidenti della Repubblica Cecena(in ordine cronologico) Achmat Kadyrov (assassinato nel 2004), Alu Alchanov, Ramzan Kadyrov
Comandanti e politici ceceni filo-russiSalman Abuev (assassinato nel 2001), Artur Achmadov, Ruslan Alchanov, Abu Arsanukaev, Aslambek Aslachanov, Movladi Baisarov (assassinato 2006), Šamil Buraev, Zina Batyževa, Odes Bajsultanov, Alibek Delimchanov, Adam Delimchanov, Adam Deniev (assassinato nel 2000), Rudnik Dudaev †, Taus Džabrailov, Bislan Gantamirov, Musa Gazimagomadov (morto nel 2003), Gusejn Isaev (assassinato nel 2004), Idris Gaibov, Muslim Il'jasov, Zelimchan Kadyrov (morto nel 2004), Said-Magomed Kakiev, Nusreda Chabuseeva †, Magomed Chambiev, Ibragim Chultygov, Rezvan Kucuev, Supjan Machčaev, Malik Saidullaev, Sultan Satuev, Movsar Temirbaev, Rajbek Tovzaev (ucciso nel 2001), Ruslan Tsakaev (morto nel 2003), Said-Selim Cuev, Džabrail Jamadaev (assassinato nel 2003), Ruslan Jamadaev, Sulim Jamadaev, Alambek Jasaev, Aud Jusupov †, Achmad Zavgaev (assassinato nel 2002), e altri.
Politici e comandanti russiSergej Abramov, Muchu Aliev, Aslambek Aslachanov, Michail Babič, Viktor Barsukov, Aleksandr Bespalov, Jurij Budanov (incarcerato nel 2003), Boris Fadeev, Gaidar Gadžiev (assassinato nel 2001), Magomed Gazimagomedov, Nikolaj Goridov (assassinato nel 2002), Aleksandr Kajak (assassinato nel 2005), Oleg Chotin, Aleksandr Kolmakov, Džabrail Kostoev (assassinato nel 2006), Abukar Kostoev (ucciso nel 2004), Anatolij Kjarov (assassinato nel 2008), Aleksandr Lencov, Adilgerei Magomedtagirov, Magomedali Magomedov, Ibragim Malsagov, Michail Malofaev (ucciso nel 2000), Valerij Manilov, Mark Mecaev †, Magomed Omarov (assassinato nel 2005), Boris Podoprigora, Aleksandr Potapov, Anatolij Pozdnjakov (assassinato nel 2001), Michail Rudčenko (assassinato nel 2002), Jan Sergunin (assassinato nel 2004), Vladimir Šamanov, Igor' Šifrin (assassinato nel 2002), Georgij Špak, German Ugrjumov (morto nel 2001), Pavel Varfolomeev (assassinato nel 2001), Sergej Jastržembskij, Sergej Zverev (assassinato nel 2000), Murat Zjazikov, e altri.

### Leader politici separatisti e comandanti
Presidenti dell'Ichkeria(in ordine cronologico) Aslan Maschadov (ucciso nel 2005), Sheikh Abdul Halim (ucciso nel 2006), Dokka Umarov
Politici e comandanti ceceni separatistiSalman Abuev (disertore), Aslambek Abdulchadžiev (ucciso nel 2002), Artur Achmadov (disertore), Il'jas Achmadov, Uvais Achmadov, Ruslan Alichadžiev (scomparso nel 2000), Ruslan Alchanov (disertore), Vacha Arsanov (ucciso o assassinato in carcere nel 2005), Turpal-Ali Atgeriev (ucciso o assassinato in carcere nel 2002), Achmed Avtorchanov (ucciso nel 2005), Arbi Baraev (ucciso nel 2001), Movsar Baraev (ucciso nel 2002), Šamil' Basaev (ucciso nel 2006), Rizvan Čitigov (ucciso nel 2005), Leča Dudaev (ucciso nel 2000), Sulejman Elmurzaev (ucciso nel 2007), Idris Gaibov (disertore), Ruslan Gelaev (ucciso nel 2004), Sultan Gelischanov (catturato nel 2006), Leča Islamov (ucciso o assassinato in carcere nel 2005), Aslambek Ismailov (ucciso nel 2000), Chunkarpaša Israpilov (ucciso nel 2000), Magomed Chambiev (disertore), Umar Chambiev, Ibragim Chultygov (disertore), Isa Munaev, Isa Muskiev (ucciso nel 2006), Abu Movsaev (ucciso nel 2000), Khož-Achmed Nuchaev (destino sconosciuto), Salman Raduev (ucciso o assassinato in carcere nel 2002), Salautdin Temirbulatov (incarcerato), Movladi Udugov, fratelli Jamadaev (disertori), Zelimchan Jandarbiev (assassinato nel 2004), Achmed Zakaev e altri.
Nord-caucasici leader militari stranieriAnzor Astemirov, Muslim Atayev (ucciso nel 2005), Alan Digorsky, Ilias Gorchkhanov (ucciso nel 2005), Rappani Khalilov (ucciso nel 2007), Ibn al-Khattab (assassinato nel 2002), Abdul Madzhid (ucciso nel settembre 2008), Rasul Makasharipov (ucciso nel 2005), Muhannad, Abu Hafs al-Urduni (ucciso nel 2006), Abu al-Walid (ucciso nel 2004), Akhmed Yevloyev e altri.

### Altre persone legate al conflitto
GiornalistiAndrej Babickij, Supian Ependiyev (ucciso nel 1999), Adlan Chasanov (ucciso nel 2004), Ramzan Mežidov (ucciso nel 1999), Anna Politkovskaja (assassinata nel 2006), Roddy Scott (ucciso nel 2002), Fatima Tlisova, e altri
Vittime di abusiRuslan Alikhadzhyev (rapito nel 2000, morte presunta), Shakhid Baysayev (rapito nel 2000, morte presunta), Zura Bitiyeva (uccisa con la sua famiglia nel 2003), Elza Kungayeva (rapita, stuprata e uccisa nel 2000), Nura Luluyeva (rapita e uccisa nel 2000), Zelimkhan Murdalov (scomparso nel 2001, morte presunta), Malika Umazheva (uccisa nel 2002), Khadzhi-Murat Yandiyev (scomparso nel 2000, morte presunta) e altri.
Altre personeRuslan Aushev, Shamil Beno, Aleksej Galkin, Nur-Pashi Kulayev (imprigionato nel 2006, destino sconosciuto), Sergej Lapin (imprigionato nel 2005), Timur Mucuraev, Lidia Jusupova e altri.